# Pani z przedszkola
Pani z przedszkola – polska komedia filmowa z 2014 roku w reżyserii Marcina Krzyształowicza.

## Fabuła
Film opowiada o Krzysztofie Myśliwskim, który, by pozbyć się swych łóżkowych problemów, udaje się do terapeuty. Ten zaś stara się trafić do najwcześniejszych wspomnień Krzysztofa, by poznać przyczynę owych problemów i stara się manipulować jego wspomnieniami, by pozbyć się problemu. Film opiera się na wspomnieniach Krzysztofa z lat młodzieńczych, akcja natomiast toczy się w realiach późnego PRL-u.

## Obsada
- Łukasz Simlat - Krzysztof Myśliwski (w wieku 40 lat)
- Agata Kulesza - mama Krzysztofa
- Adam Woronowicz - Hubert Myśliwski, tata Krzysztofa
- Karolina Gruszka - pani Karolina (tytułowa "pani z przedszkola")
- Krystyna Janda - babcia Krzysztofa
- Marian Dziędziel - terapeuta
- Cezary Morawski - narrator